# کنستانتین نگروتسی
کنستانتین نِگروتسی (انگلیسی: Constantin Negruzzi؛ زاده ۱۸۰۸ - درگذشته ۲۴ اوت ۱۸۶۸) شاعر، رمان‌نویس، مترجم، نمایش‌نامه‌نویس و سیاستمدار اهل کشور رومانی بود. وی در مولدووا زاده شد. در کودکی در خانه و با کمک یک معلم یونانی درس خواند. او بعدها در مقاله‌ای گفته بود که زبان رومانیایی را خودش و به وسیلهٔ کتابی به نویسندگی «پترو مایور» آموخته است. در خلال جنگ استقلال یونان خانواده اش به شهر کیشیناو واقع در بیسارابیا پناه بردند؛ جایی که توانست الکساندر پوشکین را ملاقات کرده و به ادبیات علاقه‌مند شود.

## برخی آثار (به عنوان نویسنده)
- خاطرات جوانی
- تکه‌های تاریخی
- سیاه‌روی سفید